# Ochazuke

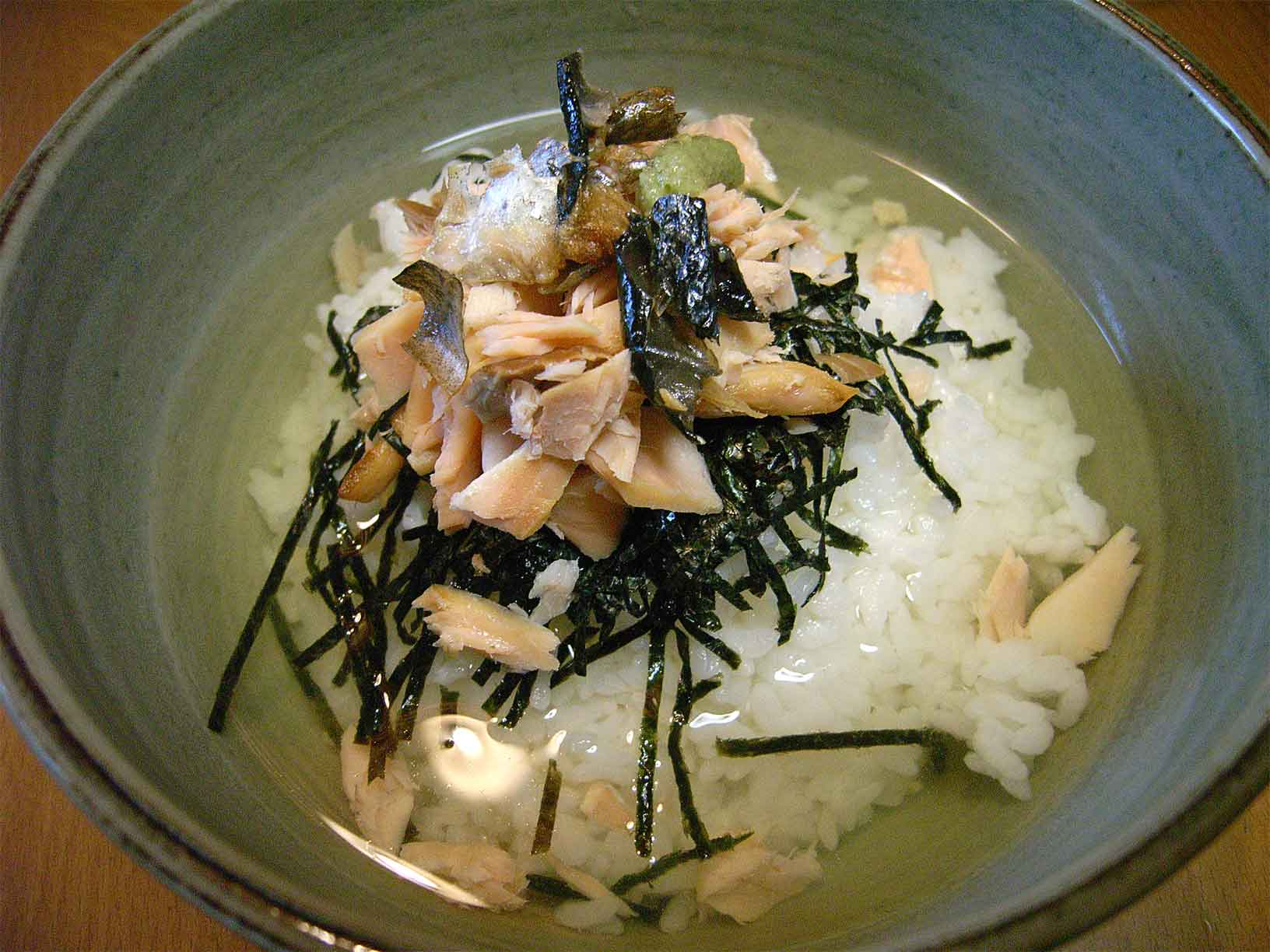
Ochazuke.

El chazuke (茶漬け?) u ochazuke (お茶漬け?) es un sencillo plato japonés que consiste en un cuenco de arroz, con algún acompañamiento puesto por encima, y que finalmente es cubierto con un chorro de té verde. El acompañamiento suele ser una combinación de los siguientes productos: tsukemono, umeboshi, nori en finas tiras, furikake, semillas de sésamo, salmón salado y wasabi.
El plato es de fácil realización y es una manera de comerse el arroz sobrante de otras comidas como un rápido tentempié. También se conoce al ochazuke como cha-cha gohan.
El plato se hizo popular en el período Heian, cuando habitualmente se echaba agua en el arroz, pero fue en los comienzos del periodo Edo cuando se comenzó a usar té.
En Kioto, el ochazuke es conocido como bubuzuke. Cuando un oriundo de Kioto pregunta a su invitado si quiere comer bubuzuke, lo que realmente quiere decir es que la persona lleva demasiado tiempo en casa y se le está pidiendo amablemente que se vaya. En la prefectura de Shizuoka se utiliza como acompañamiento anguila frita, y el plato recibe el nombre de unacha, que es una especialidad de la región.